# Софроний III (архиепископ Кипрский)
Архиепи́скоп Софро́ний III (греч. Αρχιεπίσκοπος Σωφρόνιος Γ΄; 27 апреля 1826, деревня Фоини, район Лемесос, Кипр — 22 мая 1900, Никосия) — предстоятель Кипрской Православной Церкви, архиепископ Новой Юстинианы и всего Кипра в 1865—1900 годах. Видный греко-кипрский религиозный и политический деятель.

## Ранняя биография
Будущий архиепископ родился на Кипре 27 апреля 1826 года в деревне Фоини в горах Троодос. Его родителями были Панайотис Антониу (или Иоанну) из Фоини и Христина Михаил из соседней деревни Продромос. Начальное образование Софроний получил в качестве послушника в монастыре Троодитисса.
16 апреля 1842 года, в возрасте 17 лет, он был рукоположен в сан диакона митрополитом Пафским Харитоном (1827—1854) и вскоре отправился в Атталью, где поступил на службу в одну из христианских церквей и одновременно начал обучение в городской греческой школе. Через три года, в 1845 году, Софроний переехал в Измир, где поступил на службу в Церковь Святого Хараламбоса и начал обучение в местной евангелической школе. В 1852 году он отправился в Афины, где вначале поступил в гимназию, затем учился в Ризариевской семинарии и наконец поступил в Школу теологии Афинского университета. Одновременно с этим Софроний посещал литературные курсы в Школе филологии.
Получив диплом по богословию, Софроний в 1861 году вернулся на Кипр, где был назначен директором греческой школы в Левкосии. На этом посту он получил известность своим рвением в области возрождения изучения греческой письменности и проповеди Слова Божия.

## Архиепископ Кипрский
Популярность Софрония достигла столь высокого уровня, что после смерти архиепископа Макария I он был единогласно избран его преемником и 28 октября 1865 года посвящён в сан архиепископа Новой Юстинианы и всего Кипра. В выборах помимо духовенства участвовало 11 представителей мирян. В берате, полученном им от султана Абдул-Азиза, содержится подробное перечисление административных, судебных и экономических прав и обязанностей архиепископа, который считался единственным ответственным лицом перед османским правительством за православное население острова. Берат запрещал прозелитизм как мусульман, так и христиан.
Возглавив Кипрскую православную церковь, архиепископ Софроний III энергично принялся за повышение уровня нравственного и религиозного воспитания народа, повсеместно открывая школы в кипрских городах и деревнях. Благодаря его усилиям греческая школа Никосии получила статус гимназии, став известной на всю Грецию как «Панкипрская гимназия».
Архиепископ Софроний III дважды посещал Стамбул: в 1870 году он пытался во главе кипрского посольства добиться от Порты для Кипра снижения налогов и оказания помощи, а в 1872 году он принял участие в заседании Константинопольского Патриаршего Синода по вопросу самопровозглашения автокефалии Болгарской православной церкви. Здесь он быстро завоевал симпатии членов Синода и когда в очередной раз патриарший престол оказался вакантным, Софроний был выдвинут на пост патриарха Константинопольского. Однако султан Абдул-Азиз отклонил его кандидатуру.
В период правления архиепископа Софрония III Кипр перешёл под власть Британской империи (1878 год). С переходом острова под покровительство христианской державы православные киприоты рассчитывали на улучшение своего положения. Когда в конце июля 1879 года в Левкосию прибыл первый британский верховный комиссар Кипра сэр Гарнет Джозеф Уолсли, архиепископ Софроний при встрече с ним заявил: «Мы соглашаемся на перемену правления лишь постольку, поскольку мы верим, что Англия поможет Кипру, как она уже помогла в том Ионическим островам, объединиться с его матерью — Грецией, с которой его связывают общие национальные узы».
В 1889 году Архиепископ Софроний в составе четырёхсторонней делегации посетил Лондон, где был весьма радушно принят британскими правительственными чиновниками. Целью визита Софрония было представление британским властям меморандума о проблемах Кипра. Архиепископ был принят королевой Викторией, которой отказался поцеловать руку, сославшись на свой сан православного иерарха. Оксфордский университет присвоил ему звание почетного доктора богословия.
Главной заслугой политики архиепископа Софрониоса III в период британского господства исследователи считают успешное противодействие последовательным попыткам английской администрации, направленным на распространение среди киприотов англиканства, установление контроля над Кипрской церковью и ассимиляцию населения Кипра. После смерти Софрония в 1900 году британские власти попытались лишить Кипрскую Церковь предстоятеля. Девять лет британцы умело подогревали противоборство соперничающих партий внутри Кипрской церкви, вошедшее в историю как «архиепископский вопрос» и только в 1909 году киприотам удалось избрать нового архиепископа Кипра, которым стал Кирилл II.

## Захоронение
Весной 2010 года могила архиепископа Софрония III в Левкосии подверглась разрушению и осквернению вместе с расположенными рядом могилами архиепископов Кирилла II и Кирилла III. По подозрению в совершении этих актов вандализма кипрской полицией был задержан гражданин Румынии.